# Борго Тичино
Борго Тичино (итал. Borgo Ticino) је насеље у Италији у округу Новара, региону Пијемонт.
Према процени из 2011. у насељу је живело 3997 становника. Насеље се налази на надморској висини од 284 м.

## Становништво
| 1931. | 1936. | 1951. | 1961. | 1971. | 1981. | 1991. | 2001. | 2011. |
| ----- | ----- | ----- | ----- | ----- | ----- | ----- | ----- | ----- |
| 1.900 | 1.717 | 1.994 | 2.436 | 2.938 | 3.112 | 3.329 | 3.853 | 4.929 |